# Llista de diputats al Parlament Europeu en representació d'Itàlia (VI Legislatura)

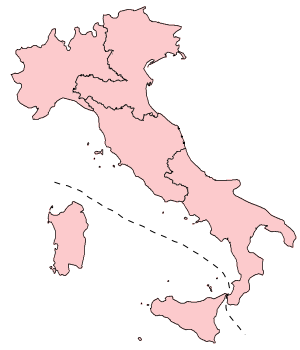
Els cinc districtes electorals per a les eleccions europees.

Llista de diputats al Parlament Europeu en representació d'Itàlia durant la VI Legislatura, del període comprès entre el 2004 i el 2009.

Els noms en negreta són els diputats que ja havien estat escollits al Parlament Europeu.

## LLista
| Nom i cognom            | Partit Nacional                            | Grup europeu |
| ----------------------- | ------------------------------------------ | ------------ |
| Agnoletto Vittorio      | Rifondazione Comunista                     | GUE–NGL      |
| Albertini Gabriele      | Força Itàlia                               | PPE          |
| Bonsignore Vito         | Unió dels Demòcrates Cristians i de Centre | PPE          |
| Borghezio Mario         | Lliga Nord                                 | ID           |
| Chiesa Giulietto        | Itàlia dels Valors                         | ALDE         |
| Fatuzzo Carlo           | Partit dels Pensionistes                   | PPE          |
| Ferrari Francesco       | Partit Democràtic                          | ALDE         |
| Frassoni Monica         | Federació dels Verds                       | G–EFA        |
| Gawronski Jas           | Força Itàlia                               | PPE          |
| La Russa Romano Maria   | Alleanza Nazionale                         | UEN          |
| Locatelli Pia Elda      | Partit Democràtic                          | S&D          |
| Mantovani Mario         | Força Itàlia                               | PPE          |
| Mauro Mario             | Força Itàlia                               | PPE          |
| Muscardini Cristina     | Alleanza Nazionale                         | UEN          |
| Pannella Marco          | Radicals Italians                          | ALDE         |
| Panzeri Pier Antonio    | Partit Democràtic                          | S&D          |
| Podestà Guido           | Força Itàlia                               | PPE          |
| Rizzo Marco             | Partit dels Comunistes Italians            | GUE–NGL      |
| Rivera Giovanni         | Partit Democràtic                          | No inscrits  |
| Speroni Francesco       | Lliga Nord                                 | ID           |
| Susta Gianluca          | Partit Democràtic                          | ALDE         |
| Toia Patrizia           | Partit Democràtic                          | ALDE         |
| Berlato Sergio          | Alleanza Nazionale                         | UEN          |
| Berlinguer Giovanni     | Partit Democràtic                          | S&D          |
| Bossi Umberto           | Lliga Nord                                 | ID           |
| Braghetto Iles          | Unió dels Demòcrates Cristians i de Centre | PPE          |
| Brunetta Renato         | Força Itàlia                               | PPE          |
| Cappato Marco           | Partit Radical                             | ALDE         |
| Carollo Giorgio         | Força Itàlia                               | PPE          |
| Costa Paolo             | Democràtic                                 | ALDE         |
| Ebner Michl             | Partit Popular del Tirol del Sud           | PPE          |
| Gobbo Gian Paolo        | Lliga Nord                                 | UEN          |
| Gottardi Donata         | Partit Democràtic                          | S&D          |
| Kusstatscher Sepp       | Federació dels Verds                       | G–EFA        |
| Musacchio Roberto       | Rifondazione Comunista                     | GUE–NGL      |
| Prodi Vittorio          | Partit Democràtic                          | ALDE         |
| Sartori Amalia          | Força Itàlia                               | PPE          |
| Zani Mauro              | Partit Democràtic                          | S&D          |
| Angelilli Roberta       | Alleanza Nazionale                         | UEN          |
| Antnazzi Alfredo        | Força Itàlia                               | PPE          |
| Alessandro Battilocchio | Nou PSI                                    | S&D          |
| Casini Carlo            | Unió dels Demòcrates Cristians i de Centre | PPE          |
| Foglietta Alessandro    | Alleanza Nazionale                         | UEN          |
| Gruber Lilli            | Independent                                | S&D          |
| Guidoni Umberto         | Partit dels Comunistes Italians            | GUE–NGL      |
| Morgantini Luisa        | Rifondazione Comunista                     | GUE–NGL      |
| Mussolini Alessandra    | Alternativa Social                         | No inscrits  |
| Napoletano Pasqualina   | Partit Democràtic                          | S&D          |
| Pistelli Lapo           | Partit Democràtic                          | ALDE         |
| Sacconi Guido           | Partit Democràtic                          | S&D          |
| Sbarbati Luciana        | Moviment Republicans Europeus              | ALDE         |
| Tajani Antonio          | Força Itàlia                               | PPE          |
| Zappalà Stefano         | Força Itàlia                               | PPE          |
| Zingaretti Nicola       | Partit Democràtic                          | S&D          |
| Aita Vincenzo           | Rifondazione Comunista                     | GUE–NGL      |
| Andria Alfonso          | Partit Democràtic                          | ALDE         |
| De Michelis Gianni      | Nou PSI                                    | S&D          |
| Gargani Giuseppe        | Força Itàlia                               | PPE          |
| Lavarra Vincenzo        | Partit Democràtic                          | S&D          |
| Losco Andrea            | Partit Democràtic                          | ALDE         |
| Occhetto Achille        | Independent                                | S&D          |
| Patriciello Aldo        | Unió dels Demòcrates Cristians i de Centre | PPE          |
| Pirilli Umberto         | Alleanza Nazionale                         | UEN          |
| Pittella Giovanni       | Partit Democràtic                          | S&D          |
| Poli Bortone Adriana    | Alleanza Nazionale                         | UEN          |
| Romagnoli Luca          | Flama Tricolor                             | No inscrits  |
| Tatarella Salvatore     | Alleanza Nazionale                         | UEN          |
| Ventre Riccardo         | Força Itàlia                               | PPE          |
| Veneto Armando          | Popolari-UDEUR                             | PPE          |
| Veraldi Donato Tommaso  | Partit Democràtic                          | ALDE         |
| Vernola Marcello        | Força Itàlia                               | PPE          |
| Castiglione Giuseppe    | Força Itàlia                               | PPE          |
| Catania Giusto          | Rifondazione Comunista                     | GUE–NGL      |
| Cocilovo Luigi          | Partit Democràtic                          | ALDE         |
| Fava Claudio            | Partit Democràtic                          | S&D          |
| Lombardo Raffaele       | Moviment per l'Autonomia                   | PPE          |
| Musumeci Nello          | Aliança Siciliana                          | UEN          |
| Musotto Francesco       | Força Itàlia                               | PPE          |

## Antics membres
| Nom i cognom          | Circumscripció electoral | Grup europeo                                     |
| --------------------- | ------------------------ | ------------------------------------------------ |
| Pier Luigi Bersani    | Nord-oest                | Partit Socialista Europeu                        |
| Fausto Bertinotti     | Sud                      | Esquerra Unitària Europea/Esquerra Verda Nòrdica |
| Emma Bonino           | Nord-est                 | Aliança dels Liberals i Demòcrates per Europa    |
| Mercedes Bresso       | Nord-est                 | Partit Socialista Europeu                        |
| Lorenzo Cesa          | Sud                      | Partit Popular Europeu                           |
| Paolo Cirino Pomicino | Sud                      | Partit Popular Europeu                           |
| Massimo D'Alema       | Sud                      | Partit Socialista Europeu                        |
| Antonio De Poli       | Nord-est                 | Partit Popular Europeu                           |
| Ottaviano Del Turco   | Sud                      | Partit Socialista Europeu                        |
| Antonio Di Pietro     | Sud                      | Aliança dels Liberals i Demòcrates per Europa    |
| Armando Dionisi       | Central                  | Partit Popular Europeu                           |
| Enrico Letta          | Nord-est                 | Aliança dels Liberals i Demòcrates per Europa    |
| Giovanni Procacci     | Sud                      | Aliança dels Liberals i Demòcrates per Europa    |
| Matteo Salvini        | Nord-oest                | Independència i Democràcia                       |
| Michele Santoro       | Sud                      | Partit Socialista Europeu                        |